# Life Is Killing Me
Life Is Killing Me è il sesto album in studio del gruppo musicale statunitense Type O Negative, pubblicato il 17 giugno 2003 dalla Roadrunner Records.
Il titolo originale avrebbe dovuto essere The Dream Is Dead, titolo dell'ultima traccia del disco, ma fu poi scartato in quanto ritenuto passibile di fraintendimenti, dal momento che poteva apparire come un annuncio dello scioglimento del gruppo.

## Tracce
Testi e musiche di Peter Steele, eccetto dove indicato.
1. Thir13teen – 1:07 (musica: Jack Marshall)
2. I Don't Wanna Be Me – 5:08
3. Less than Zero (<0) – 5:25
4. Todd's Ship Gods (Above All Things) – 4:10
5. I Like Goils – 2:35
6. ...A Dish Best Served Coldly – 7:13
7. How Could She? – 7:35
8. Life Is Killing Me – 6:35
9. Nettie – 4:46
10. (We Were) Electrocute – 6:38
11. IYDKMIGTHTKY (Gimme That) – 6:20
12. Angry Inch – 3:39 (testo: Stephen Trask)
13. Anesthesia – 6:41
14. Drunk in Paris – 1:27
15. The Dream Is Dead – 5:07

CD bonus nell'edizione europea
1. Out of the Fire (Kane's Theme) – 3:24 – cover di Jim Johnston
2. Christian Woman (Butt Kissing Sell Out Version) – 4:27
3. Suspended in Dusk – 8:39
4. Blood & Fire (Out of the Ashes Mix) – 4:36
5. Black Sabbath – 7:47 – cover dei Black Sabbath
6. Cinnamon Girl (Extended Depression Mix) – 3:53 – cover di Neil Young
7. Haunted (Per Version) – 11:47

## Formazione
Gruppo
- Peter Steele - voce, basso, chitarre aggiuntive, tastiera
- Kenny Hickey - chitarra, cori, voce aggiuntiva in ...A Dish Best Served Coldly, How Could She? e Angry Inch
- Josh Silver - tastiera, effetti, programmazione percussioni, cori
- Johnny Kelly - batteria, percussioni, cori

Altri musicisti
- Paul Bento - chitarra solista in How Could She?, sitar in Less than Zero (<0), tambura e drum machine in Less than Zero (<0), (We Were) Electrocute, Anesthesia
- Pandit Kinnar K. Seen - tabla elettronica in Less than Zero (<0)
- Sal Abruscato - cori in I Like Goils